# 八潮 (品川区)
八潮（やしお）は、東京都品川区にある地名。現行行政地名は八潮一丁目から八潮五丁目。住居表示実施済み区域である。大井ふ頭その1の北側の区域に該当する。なお、大井ふ頭その1の南側は大田区東海である。

## 地理
品川区の東部に位置する。町域の東は東京港に面し、対岸には13号埋立地（江東区青海や港区台場など）が広がっている。町域の南は、大田区東海に接する。区内西部の勝島・東品川との間を京浜運河が流れており、町域の北は運河を隔てて東品川五丁目に接し、西は京浜運河を隔てて勝島・東品川三丁目・四丁目に接する。
1939年（昭和14年）からの東京湾岸の埋め立て事業により完成した。1980年（昭和55年）に「八潮」の町名が誕生。1983年（昭和58年）には日本住宅公団の団地「八潮パークタウン」（八潮団地）が街びらきした。その他、町域内には公園や工業用地、埠頭用地、コンテナターミナルや貨物ターミナルなどがある。
なお、東京都立八潮高等学校は八潮ではなく東品川に所在する。

## 地域内の町名
- 八潮一丁目

地域北部。北部一体にはJERAの大井火力発電所が、南部一体には品川清掃工場がある。他に東京港関連の企業や施設、品川区立八潮北公園や、西部の京浜運河沿いには都立京浜運河緑道公園といった緑地が見られる。
- 八潮二丁目

地域東部一体。大井コンテナふ頭に接し、地域内はバースやコンテナターミナルが広がり、日本国内でも屈指の規模を誇る。他に各企業の倉庫、冷蔵倉庫、物流センター、港湾関連の施設などがある。他に緑地として都立コンテナふ頭公園、品川区立青空野球場がある。
- 八潮三丁目

地域中部から中南部一体。東海道新幹線の車両基地である東京仕業検査車両所・東京修繕車両所や、東京貨物ターミナル駅と貨物ヤードがある。他にみなとが丘ふ頭公園や貨物輸送関連の施設も見られる。
- 八潮四丁目

地域南西部。都立大井ふ頭中央海浜公園がある。
- 八潮五丁目

地域西部。八潮パークタウンの一連の団地が広がっている。他に品川区の八潮地域センターや図書館、郵便局、商業施設（パトリア八潮）など地域の中核となる施設がある。緑地として都立京浜運河緑道公園や、都立大井ふ頭緑道公園、品川区立しおじ公園、品川区立八潮公園がある。

## 世帯数と人口
2023年（令和5年）1月1日現在（東京都発表）の世帯数と人口は以下の通りである。なお、一丁目、二丁目、四丁目の人口は0人のため、省略とする。
| 丁目       | 世帯数    | 人口     |
| ---------- | --------- | -------- |
| 八潮三丁目 | 18世帯    | 18人     |
| 八潮五丁目 | 5,706世帯 | 11,570人 |
| 計         | 5,724世帯 | 11,588人 |

### 人口の変遷
国勢調査による人口の推移。
| 年                 | 人口   |
| ------------------ | ------ |
| 1995年（平成7年）  | 16,588 |
| 2000年（平成12年） | 15,273 |
| 2005年（平成17年） | 13,857 |
| 2010年（平成22年） | 13,181 |
| 2015年（平成27年） | 12,389 |
| 2020年（令和2年）  | 11,820 |

### 世帯数の変遷
国勢調査による世帯数の推移。
| 年                 | 世帯数 |
| ------------------ | ------ |
| 1995年（平成7年）  | 5,291  |
| 2000年（平成12年） | 5,184  |
| 2005年（平成17年） | 5,204  |
| 2010年（平成22年） | 5,336  |
| 2015年（平成27年） | 5,281  |
| 2020年（令和2年）  | 5,327  |

## 学区
2020年4月時点、4〜5丁目のほとんどの児童・生徒は義務教育学校である品川区立八潮学園に通う（なお、1〜3丁目は、小学校が品川区立城南第二小学校、中学校が品川区立東海中学校である）。

## 事業所
2021年（令和3年）現在の経済センサス調査による事業所数と従業員数は以下の通りである。
| 丁目       | 事業所数  | 従業員数 |
| ---------- | --------- | -------- |
| 八潮一丁目 | 16事業所  | 314人    |
| 八潮二丁目 | 66事業所  | 1,612人  |
| 八潮三丁目 | 119事業所 | 5,538人  |
| 八潮四丁目 | 2事業所   | 28人     |
| 八潮五丁目 | 113事業所 | 2,044人  |
| 計         | 316事業所 | 9,536人  |

### 事業者数の変遷
経済センサスによる事業所数の推移。
| 年                 | 事業者数 |
| ------------------ | -------- |
| 2016年（平成28年） | 305      |
| 2021年（令和3年）  | 316      |

### 従業員数の変遷
経済センサスによる従業員数の推移。
| 年                 | 従業員数 |
| ------------------ | -------- |
| 2016年（平成28年） | 9,396    |
| 2021年（令和3年）  | 9,536    |

## 交通
地域北部は品川区東品川五丁目と若潮橋で繋がっている。地域北西部の東品川三丁目・四丁目とは大井北ふ頭橋で繋がっている。それより南部には八潮橋（国道357号八潮バイパス）が架かっている。西部の勝島とは勝島橋とかもめ橋（人道橋）で繋がっている。
地域西部を湾岸道路（国道357号）と首都高速湾岸線が縦貫しており、東京港トンネルを通じて品川区東八潮（13号地）と繋がっている。ふ頭や流通関連の施設が集中し大型車の往来も多いため、地域内の道路は車線が多いなど大型車の頻繁な往来にも適した構造となっている。
当地域内に東京貨物ターミナル駅があるが旅客列車は停車しないため、当地への来訪には利用できない。車以外での来訪は、東京モノレール羽田空港線・大井競馬場前駅および東京臨海高速鉄道りんかい線・品川シーサイド駅からの徒歩利用か、大森駅、大井町駅、品川駅の各駅からのバス路線（京浜急行バス・都営バス）の利用になる。特に地域東部の大井ふ頭方面へは、徒歩では時間がかかるため、多くはバス路線（品川駅からの都営バス）を利用する。

### 八潮パークタウン停留所からの出発便
| 運行会社     | 系統         | 主要経由地                   | 行先             | 行先までの目安所要時間    |
| ------------ | ------------ | ---------------------------- | ---------------- | ------------------------- |
| 都営バス     | 品91・深夜07 | 品川シーサイド駅前・天王洲橋 | 品川駅港南口     | 約20～25分                |
| 都営バス     | 井92         | 東京工科専門学校前           | 大井町駅東口     | 約10～15分                |
| 京浜急行バス | 森22         | しながわ水族館・大森海岸駅   | 大森駅（東口）   | 約20～25分                |
| 京浜急行バス | 井12         | 立会川駅・青物横丁駅         | 大井町駅（東口） | 2020年3月31日を以って廃止 |

## ギャラリー

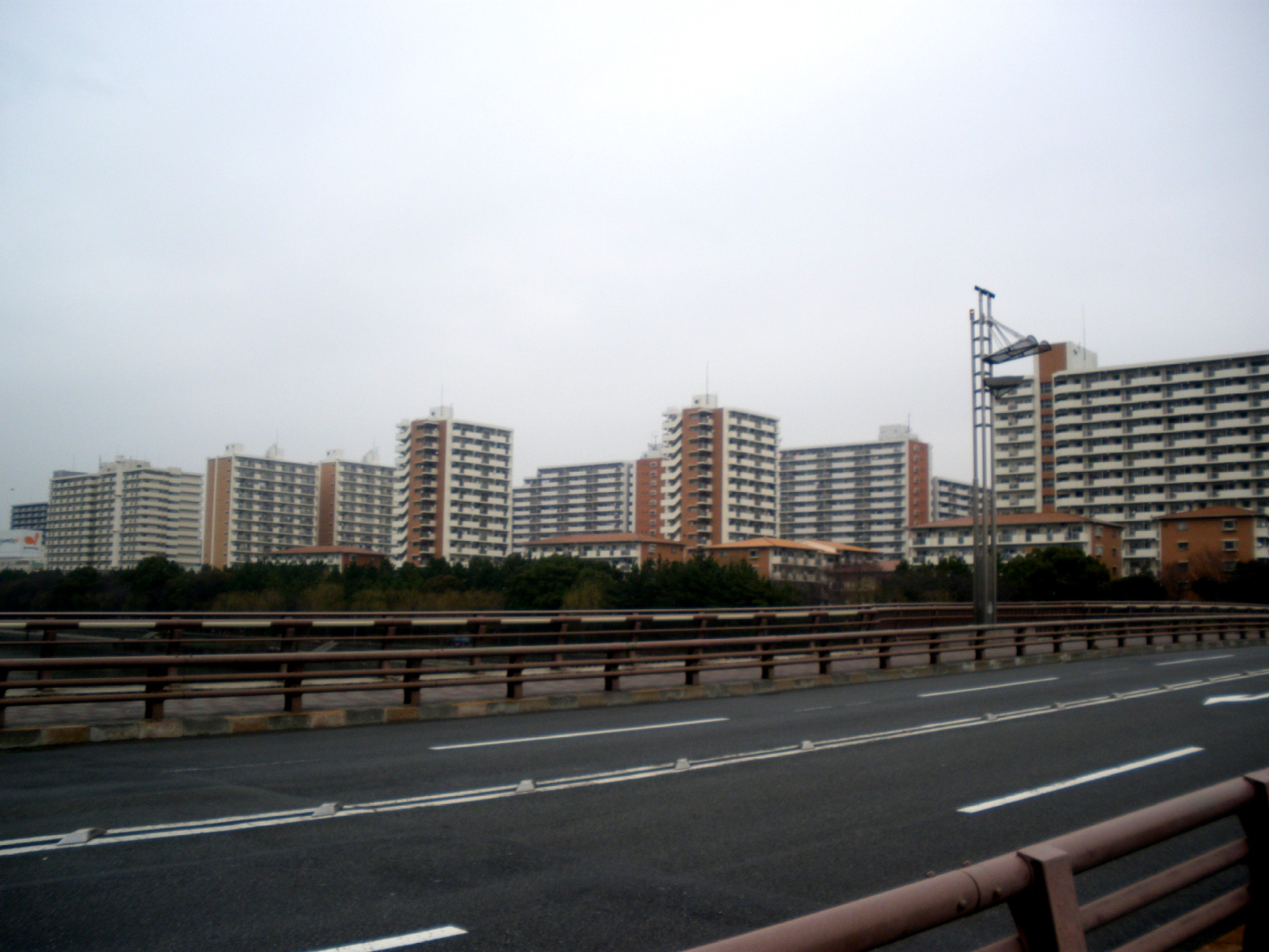
八潮パークタウンの様子（勝島橋より）。

## 地域内の公園

### 大井ふ頭緑道公園
大井ふ頭緑道公園（おおいふとうりょくどうこうえん）は、八潮四丁目・五丁目にある公園。八潮パークタウン東部に広がる緑道公園で、八潮パークタウンと高速道路・東京貨物ターミナルの間に位置し、緩衝緑地にもなっている。遊歩道沿いに樹木や草花などが見られ、園内には池もあって自然観察が可能である。なお公園の両端は京浜運河緑道公園に続いている。
- 開園年月日：1977年1月20日
- 面積：32,662.00平方メートル
- アクセス：品川駅・大井町駅・大森駅よりバス（都営バス 品91系《品川駅》 井92系統《大井町駅》 / 京急バス 森22系統《大森駅》）など。「八潮東」バス停などが利用可能。または東京モノレール羽田空港線・大井競馬場前駅から徒歩で約15分。

### 京浜運河緑道公園
京浜運河緑道公園（けいひんうんがりょくどうこうえん）は、八潮一丁目・五丁目にある公園。大井ふ頭の北西部から中西部（八潮パークタウンまで）の京浜運河沿いに広がる緑道公園である。対岸を走る東京モノレールの天王洲アイル駅と大井競馬場駅間にほぼ相当し、長さは約2.5キロメートルである。遊歩道沿いに樹木や草花などが見られる。釣りも可能である。なお、当公園は緑地としては大井ふ頭緑道公園にも続いている。
- 開園年月日：1975年12月1日
- 面積：81,649.19平方メートル
- アクセス：品川駅・大井町駅・大森駅などからバス（都営バス 品91系統《品川駅》 井92系統《大井町駅》 / 京急バス 森22系統《大森駅》）など。長さが約2.5キロメートルあるため、八潮パークタウン付近の複数のバス停も利用できる（「品川総合福祉センター」など）。または東京モノレール羽田空港線・大井競馬場前駅から徒歩で約2分。

### コンテナふ頭公園
コンテナふ頭公園（こんてなふとうこうえん）は、八潮二丁目内にある公園。芝生が主体の公園である。大井ふ頭で働く人の休憩などに利用されている。
- 開園年月日：1975年12月1日
- 面積：2,383.00平方メートル
- アクセス：品川駅からバス（都営バス　品98系統）。「四号バース前」バス停下車。

## 備考
- 品川区八潮の所轄警察署は、一丁目から三丁目は東京湾岸警察署（江東区青海）、四丁目や五丁目は大井警察署である。
- 八潮出身の著名人には井ノ原快彦 (20th Century) がいる。
  - 井ノ原が原案の映画「ピカ☆ンチ LIFE IS HARDだけどHAPPY」「ピカ☆☆ンチ LIFE IS HARDだからHAPPY」「ピカ☆★☆ンチ LIFE IS HARD たぶんHAPPY」 は八潮をモデル・ロケ地にしている（映画内での表記は「八塩」）[15]。

## その他

### 日本郵便
- 郵便番号 : 140-0003[3]（集配局 : 品川郵便局[16]）。